# Istituto centrale per il catalogo unico delle biblioteche italiane e per le informazioni bibliografiche
El Istituto centrale per il catalogo unico delle biblioteche italiane e per le informazioni bibliografiche, más conocido por la sigla ICCU, (en español: «Instituto central para el catálogo unificado de las bibliotecas italianas y de la información bibliográfica») es un organismo público italiano que tiene el objetivo principal de coordinar, promover y gestionar el catálogo y la red del Servicio Nacional de Bibliotecas.
La ICCU relevó en 1975 al preexistente Centro nazionale per il catalogo unico, institución que a su vez había sido creada en 1951 para catalogar el patrimonio bibliográfico nacional.
El instituto promueve y elabora para todo el territorio nacional programas, estudios e iniciativas científicas de catalogación, inventario y digitalización del patrimonio bibliográfico y documental que se conserva en las bibliotecas pertenecientes al estado y a otras entidades públicas y privadas italianas. También desempeña una función de coordinación en relación con las autoridades locales en el ámbito de documentación, valorización y difusión del patrimonio cultural que poseen las bibliotecas con el propósito de definir un sistema nacional de servicios.

## Actividades y funciones
El ICCU desarrolla las actividades y cumple las funciones siguientes:
- Coordina, promueve y gestiona el catálogo y la red del Servicio Nacional de Bibliotecas, organiza los servicios de préstamo interbiblibliotecaro y emite documentos.
- Coordina, promueve y gestiona las bases de datos nacionales relacionadas con el registro de manuscritos y de su bibliografía, el registro y bibliografía del libro antiguo, y la inscripción en las bibliotecas italianas.
- Gestiona los procedimientos conforme al Servicio Nacional de Bibliotecas de la aplicación de la gestión de las bibliotecas.
- Promueve y coordina el desarrollo de las regulaciones nacionales y promueve normas y estándares internacionales, garantizando la uniformidad del catálogo y la producción de herramientas de control bibliográfico.
- Desde el año 2009 es la Agencia Nacional de Italia para la asignación del código de ISIL,[2][3] de la cual ha realizado la traducción.[4]
- Participa a nivel internacional en la producción y actualización de normas y formatos bibliográficos.
- Promueve y coordinar el desarrollo de normas y directrices relativas a la digitalización del patrimonio bibliográfico y documental, en los aspectos referidos al archivo,  gestión,  conservación y acceso a los recursos digitales.
- Coordina el seguimiento de proyectos de digitalización y es responsable de la publicación y uso de los recursos digitales, integrándolos con el catálogo SBN.
- Coordina el portal Internet Culturale.
- Organiza las actividades de formación en las diferentes áreas, elaborando de programas didácticos tradicionales y de aprendizaje a distancia;
- Participa en proyectos internacionales en el campo de la difusión de información y digitalización, tales como CERL, DPE, Michael, TEL y Europeana.
- Desarrolla actividad editorial.

Las actividades, líneas directrices técnicas y de investigación se promueven y ejecutan de conformidad con las direcciones generales del Ministerio de Patrimonio y Cultura y la Direzione generale per i beni librari (Dirección General de Bibliotecas), los institutos culturales y de derechos de autor.